# 乾恭子
乾 恭子（いぬい きょうこ、1月5日 - ）は、日本のアラフォーアイドルユニット「サムライローズ」のメンバー。
香川県出身。身長170cm、血液型はA型。愛称は「いぬきょん」。

## 略歴・人物
かつては劇団あぁルナティックシアターの劇団員で活動。この劇団には最初一度客演をし、その後正式に団員となった。最初は「モーニング娘。に入りたかった」という願望もあったという。この劇団では、看板女優とも言われていた。舞台女優時代、好きな役者に小日向文世、天海祐希の名を挙げている。2006年には、演劇ユニット「トツゲキ倶楽部」にも客演。
2009年4月からワタナベコメディスクールに10期生として入ることになり、「私は不器用だから、同時に二つのことは出来ない」という理由で「あぁルナティックシアター」を2009年3月末で退団。
ワタナベコメディスクール在学中の2009年6月27日にお笑いデビュー。R-1ぐらんぷり2010では2回戦まで進出。
2010年6月に、コンビ「ボンジュン」に新メンバーとして加入、この時からボンジュンはトリオとなる。ボンジュンではボケ役を務める。M-1グランプリ2010では2回戦まで進出。同12月末に解散。
2012年2月に、アラフォーアイドルユニット「サムライローズ」に最年少メンバーとして加入。人生初のレコーディングに臨み、同年9月サムライローズメジャーファーストアルバム「We are Samurairose!」発売。テレビ出演、渋谷・埼玉でのライブ、年末には赤坂ブリッツで行われたイベントにも出演。新境地で精力的に活動を行っている。

## 出演

### テレビ
- のぞいちゃうぞ!（CS放送「サイエンスチャンネル」）- メインMC

### ラジオ
- J's Journal（J-WAVE）
- オーリオアニマックスシアター（J-WAVE）
- メトロポリスアカデミー（J-WAVE）
- MIDNIGHT ON THE PLANET（J-WAVE）
- 東京ファンカデラックス（J-WAVE）

### 映画
- トンデモホラーシリーズ『あっ!この家にはトイレがない!』（河崎実監督）

### 舞台
- ラフカット2007
他「劇団あぁルナティックシアター」公演作品に出演